# Ityraea nigrovenosa
Ityraea nigrovenosa är en insektsart som först beskrevs av Melichar 1901.  Ityraea nigrovenosa ingår i släktet Ityraea och familjen Flatidae. Inga underarter finns listade i Catalogue of Life.